# Porzellanmanufaktur Gotha

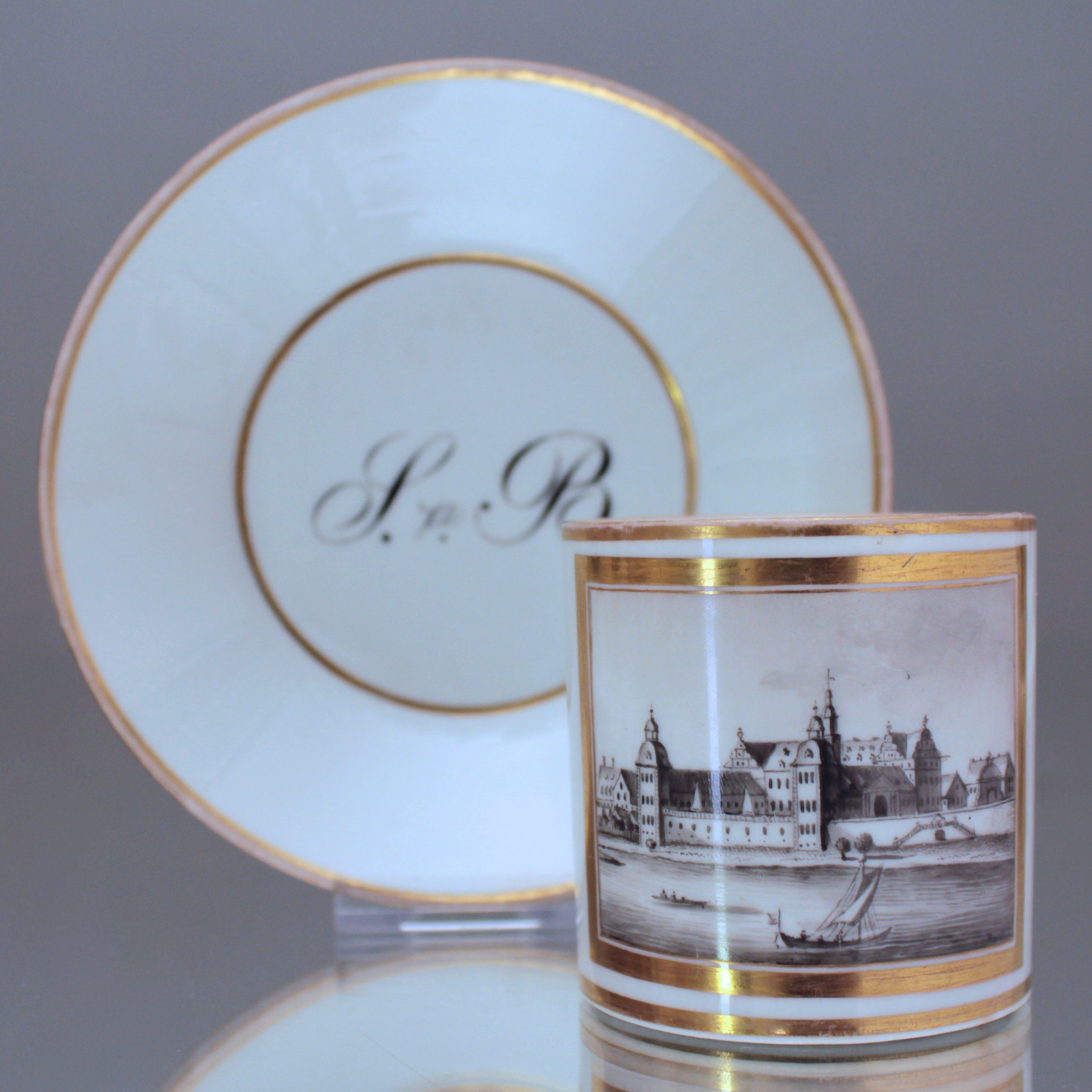
Ansichtentasse mit Motiv Schloss Coswig, Anfang 19. Jahrhundert

Die Porzellanmanufaktur Gotha wurde 1757 gegründet und bestand bis 1934. Sie gehörte zu den ältesten Porzellanmanufakturen Europas. In Gotha existierten weitere Manufakturen, wie die Porzellan- und Fayencefabrik Pfeffer, die nicht mit der Porzellanmanufaktur Gotha verwechselt werden sollen.

## Geschichte

### Wilhelm von Rotberg

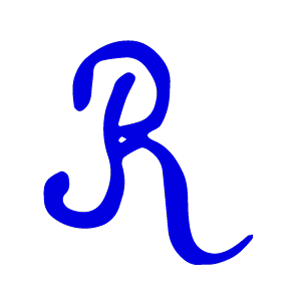
Eine der verwendeten Porzellanmarken (unter Glasur) zwischen 1757 und 1795

Der herzogliche Kammerrat Wilhelm von Rotberg gründete 1757 in Gotha die erste Porzellanmanufaktur in Thüringen. Obwohl Rotberg über das Geheimnis der Porzellanherstellung Bescheid wusste, war die Qualität der Scherben in den ersten Jahren noch minderwertig. So sah die keramische Masse anfangs eher bläulichgrau aus und ähnelte stark grauem Steinzeug. Auch die Bemalung wies noch starke Mängel auf. Nach 1765 veränderte sich die Qualität der Scherben und die Bemalung zunehmend. Die keramische Masse war nun eher gelblich und die Bemalung gewann an Güte.
Um 1770 warb Rotberg erfahrene Arbeitskräfte aus anderen Manufakturen an. Zu ihnen gehörten Christian Schultz, der wahrscheinlich vorher an der Königlichen Porzellan-Manufaktur Berlin beschäftigt war. Sowie der Modelleur Johann Adam Brehm, der aus der Manufaktur Kloster Veilsdorf kam und Johann Georg Gabel, ein Schüler Johann Heinrich Tischbeins d. Ä. Durch ihr Wissen und Können erlangte das Porzellan stetig an Qualität. So wurde die Porzellanmasse zart elfenbeinfarbig und durchsichtig. Auch die Glasur und Malerei war nun auf einem Niveau mit den großen Manufakturen in Meißen und Berlin.

### Konsortium Schultz und Co.

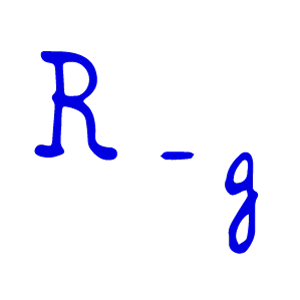
Eine der verwendeten Porzellanmarken (unter Glasur) zwischen 1795 und 1804

1782 ernannte Herzog Ernst II. von Sachsen-Gotha-Altenburg Rotberg zum Kammerpräsidenten. Rotberg zog sich aus der Leitung des Unternehmens zurück und übertrug diese auf seine Mitarbeiter. Im gleichen Jahr wurde ein Konsortium gegründet, welches Ernst Friedrich Arnoldi als Förderer gewann. Arnoldi wurde Geschäftsführer und Christian Schultz Produktionsleiter vom Konsortium Schultz und Co. Vertraglich wurde vereinbart, dass die sechs Mitglieder von Schulz und Co gleiche Rechte und die Arbeiter sogar eine Gewinnbeteiligung erhalten.
Gothaer Porzellan wurde in den folgenden Jahren auch außerhalb des Herzogtums bekannt. 1787 arbeiteten etwa 20 Mitarbeiter für die Manufaktur, darunter befanden sich sechs Maler und vier Dreher.
Wurden unter Schultz anfangs vermehrt Porzellane der Königlichen Porzellanmanufaktur Berlin kopiert, entstanden später eigene Kreationen. Bereits um 1785 nahm die Manufaktur die Formensprache und Dekore des Klassizismus auf. Es wurden Kaffee- und Teeservices, Kannen, Vasen, Leuchter, Dosen, Lampen und Biskuitfiguren gefertigt. Einige Entwürfe dieser Biskuitfiguren stammen wahrscheinlich vom Gothaer Bildhauer Friedrich Wilhelm Eugen Döll, der 1770 nach Gotha kam.
Im letzten Viertel des 18. Jahrhunderts galt Gotha als ein Zentrum der Silhouettenkunst. Die Porzellanmanufaktur legte in dieser Zeit bis weit in das 19. Jahrhundert einen Schwerpunkt auf die Produktion von sogenanntem Silhouettenporzellan. Der 1753 in Gotha geborene Silhouettenkünstler Johann Friedrich Anthing beeinflusste vermutlich die Porzellanmaler der Gothaer Manufaktur. Ab 1789 wurden Porzellane gefertigt, die schwarzes Steingut nach „Etrurischem Geschmack“ nachahmten. Vorausgegangen war eine Sendung mit Mustern von Black Basalt Ware aus Staffordshire an den Gothaer Hof.

### Friedrich Egidius Henneberg

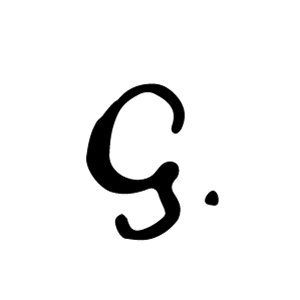
Eine der verwendeten Porzellanmarken zwischen 1802 und 1834

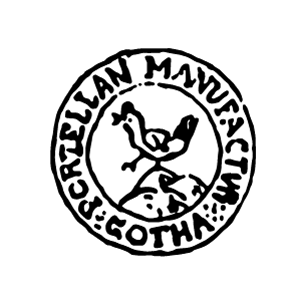
Eine der verwendeten Porzellanmarken zwischen 1834 und 1860

1795 starb Rotberg und die Manufaktur ging unter Missachtung des Vorkaufsrecht 1802 durch seine Witwe an den Erbprinzen August von Sachsen-Gotha.  Der Herzog verpachtete die Manufaktur an seinen Kammerdiener Friedrich Egidius Henneberg samt Nachfahren. Arnoldi wurde entlassen.
1804 arbeiteten in der Manufaktur 38 Personen, darunter 14 Maler, drei Bossierer, acht Dreher, zwei Glattbrenner, zwei Polierer und mehrere Hilfskräfte. Die Porzellane wurden nun zunehmend auch vom zahlungskräftigen Bürgertum gekauft. Durch die Massenproduktion gingen in den folgenden Jahrzehnten die künstlerischen Spezialitäten unter. Auch die kunstvolle Malerei wurde unter den Nachfolgern Hennebergs immer unbedeutender.

### Gebrüder Simson

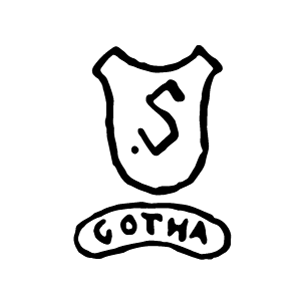
Eine der verwendeten Porzellanmarken zwischen 1883 und 1934

Nach dem Tod August Hennebergs verkauften die Erben die Manufaktur 1883 an die Brüder Simson in Suhl. Die Herstellung wurde auf Hotel- und Küchenporzellan umgestellt. 1934 endete die Geschichte der Porzellanmanufaktur Gotha. Die jüdischen  Eigentümer wurden entschädigungslos enteignet und der Betrieb nach Absatzschwierigkeiten geschlossen.